# Luis González Ruiz
Pour les articles homonymes, voir Luis González (homonymie), González et Ruiz.
Luis González Ruiz, né le 8 février 1962, est un homme politique espagnol membre du Parti populaire (PP).

## Biographie

### Vie privée
Il est marié et père de deux enfants.

### Profession
Luis González Ruiz est licencié en histoire et géographie et docteur en histoire contemporaine par l'Université de Grenade. Il est professeur associé d'université.

### Activités politiques
Il est membre du comité exécutif régional de la fédération populaire andalouse à partir de 2012 et vice-président de la section populaire de Grenade à partir de 2015.
Le 26 juin 2016, il est élu sénateur pour Grenade au Sénat.